# A Casual Introduction 1981/2001
A Casual Introduction 1981/2001 è l'unico album di raccolta del musicista scozzese Edwyn Collins pubblicato il 18 marzo 2003.

## Tracce
1. A Girl like You – 3:59
2. What Presence?! – 3:58
3. The Magic Piper (Of Love) – 3:17
4. Rip It Up (Intermediate Mix) – 4:57
5. A Sad Lament – 4:44
6. The Witch Queen of New Orleans (Long Version) – 4:04
7. Johnny Teardrop (Single Mix) – 3:50
8. Gorgeous George – 4:17
9. Ghost Of A Chance – 4:06
10. The Campaign For Real Rock – 6:37
11. Hope And Despair – 3:24
12. Falling And Laughing – 3:50
13. Keep On Burning – 4:07
14. Adidas World – 2:29
15. Felicity – 2:35
16. Tenterhook – 5:01
17. Witchcraft – 4:25
18. Graciously – 3:37